# Theridula multiguttata
Theridula multiguttata är en spindelart som beskrevs av Eugen von Keyserling 1886. Theridula multiguttata ingår i släktet Theridula och familjen klotspindlar. Inga underarter finns listade i Catalogue of Life.